# Banino (gromada)
Banino – dawna gromada, czyli najmniejsza jednostka podziału terytorialnego Polskiej Rzeczypospolitej Ludowej w latach 1954–1972.
Gromady, z gromadzkimi radami narodowymi (GRN) jako organami władzy najniższego stopnia na wsi, funkcjonowały od reformy reorganizującej administrację wiejską przeprowadzonej jesienią 1954 do momentu ich zniesienia z dniem 1 stycznia 1973, tym samym wypierając organizację gminną w latach 1954–1972.
Gromadę Banino z siedzibą GRN w Baninie utworzono – jako jedną z 8759 gromad na obszarze Polski – w powiecie kartuskim w województwie gdańskim na mocy uchwały nr 17/III/54 WRN w Gdańsku z dnia 5 października 1954. W skład jednostki weszły obszary dotychczasowych gromad Banino, Rębiechowo, Pępowo i Miszewo, ponadto osada Miszewko z dotychczasowej gromady Warzno oraz osada Nowy Tuchom z dotychczasowej gromady Tuchom – ze zniesionej gminy Banino w tymże powiecie. Dla gromady ustalono 18 członków gromadzkiej rady narodowej.
1 stycznia 1960 do gromady Banino włączono miejscowości Czeczewo, Tokary, Nowe Tokary, Popowce, Martenki i Warzenko ze zniesionej gromady Czeczewo w tymże powiecie.
Gromada przetrwała do końca 1972, czyli do kolejnej reformy gminnej.